# コムソモリスカヤ・プラウダ
コムソモリスカヤ・プラウダ、コムソモールスカヤ・プラウダ、またはコムソモーリスカヤ・プラウダ（ロシア語: Комсомольская правда、英語: Komsomolskaya Pravda、中国語: 共青团真理报）は、1925年創刊のロシア語の日刊新聞。

## 概説

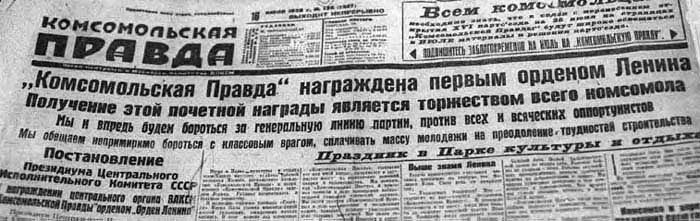
1930年5月23日付コムソモリスカヤ・プラヴダ紙面

1925年3月13日、ソビエト連邦の共産主義青年同盟（コムソモール）中央機関紙として創刊された。
1980年代半ばの発行部数は1000万部で、かつてはマラダーヤ・グバルジア出版所を有し、『コムソモーリスカヤ・ジーズニ』誌や書籍も発行していた。
1990年5月には1日の発行部数が2197万5000部と日刊新聞として世界一を記録した。
1991年9月のコムソモール活動停止・解散後、改革派の独立紙として発行されている。1995年には154万部。
2011年8月29日、衛星テレビコムソモリスカヤプラウダ（ru:КП-ТВ）開設。
本社所在地はモスクワ。

## コムソモリスカヤ・プラウダ諸島

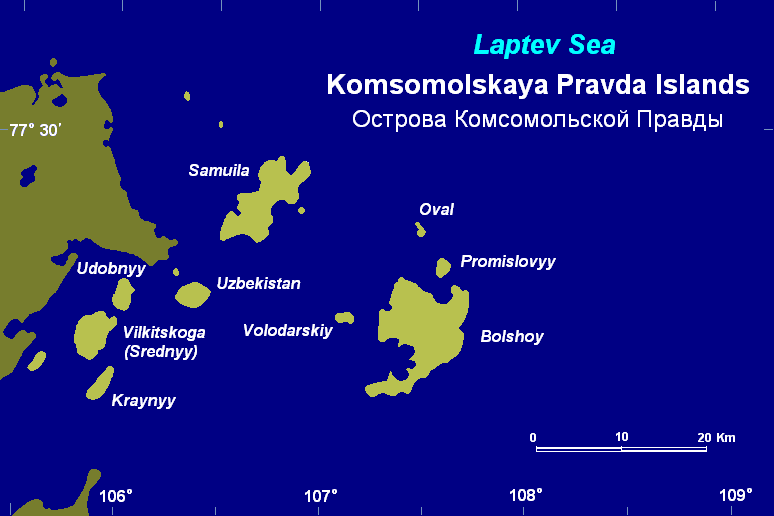
コムソモリスカヤ・プラウダ諸島の地図

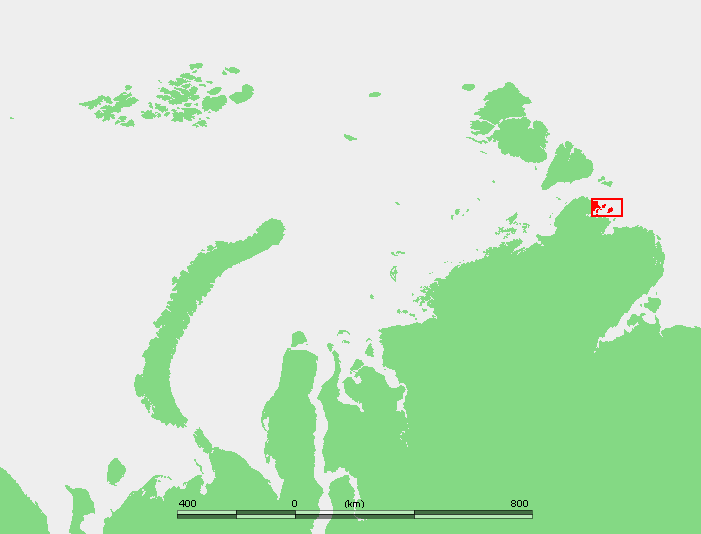
コムソモリスカヤ・プラウダ諸島位置図

クラスノヤルスク地方北端、北極海に臨むコムソモリスカヤ・プラウダ諸島（ru:Острова Комсомольской правды）は、当紙にちなんで名付けられた。

## 関連人物
- ワレンチン・プルギン - 軍事部副部長を務めたジャーナリスト。機密任務中の軍人のように振舞い、1940年には同社初のソビエト連邦英雄の称号を得るが、のちに身分詐称が判明したため、銃殺刑に処された。